# João José Ferreira de Sousa
João José Ferreira de Sousa (Lisboa, Santos-o-Velho, 18 de julho de 1782 — Lisboa, 8 de abril de 1855) foi um oficial general do Exército Português que se distinguiu como lente de Desenho da Academia Militar, diretor das Aulas Públicas de Arquitectura Civil e diretor da Academia de Belas Artes de Lisboa.

## Biografia
Nasceu em Lisboa, filho do sargento-mor de Cavalaria Carlos António Ferreira Monte, e de sua mulher Maria Rosa de Sousa Vieira. Foi um dos treze filho do casal, entre os quais se contam: o marechal de campo Domingos Bernardino Ferreira de Sousa; o chefe-de-esquadra Francisco Maximiliano de Sousa; e o tenente-general Pedro Paulo Ferreira de Sousa, o 1.º barão de Pernes.
Inicialmente destinado a uma carreira militar naval, a 5 de outubro de 1799 ingressou na Armada Real como aspirante a guarda-marinha na Academia Real dos Guardas Marinhas. Depois de apresentar provas de nobreza, foi promovido a guarda-marinha a 25 de agosto de 1801. No prosseguimento da sua carreira naval, foi promovido a segundo-tenente a 13 de maio de 1807, mas pouco depois optou por integrar o Exército onde foi promovido a capitão em 13 de abril de 1810. No Exército foi promovido a major em 13 de maio de 1814, a tenente-coronel em 13 de março de 1819 e a coronel a 24 de julho de 1834. Foi nomeado brigadeiro-graduado a 17 de outubro de 1834 e pouco depois promovido a tenente-general.
Desenvolveu a parte inicial da sua carreira na cidade do Rio de Janeiro, para onde se tinha retirado aquando da transferência da corte portuguesa para o Brasil. Numa carreira quase toda ela voltada para o ensino, foi lente de Desenho da Academia Militar do Rio de Janeiro. Com a independência do Brasil, regressou a Portugal, tendo hegado a Lisboa em 11 de março de 1822, sendo nomeado lente de Desenho da Academia Militar de Lisboa.
Em Lisboa foi nomeado em 18 de setembro de 1826 para o cargo de diretor das Aulas Públicas de Arquitectura Civil, onde lecionava Desenho da História, Gravura e Escultura. Com a criação em 1836 da Academia de Belas Artes de Lisboa foi nomeado seu vice-inspetor e depois diretor, cargo que exerceu até falecer.
É autor, entre outras publicações, de uma litografia da D. Maria II no leito da morte. Também se lhe deve um trabalho de normalização dos sinais convencionais para os trabalhos de campo topográficos e hidrográficos a realizar pelo Exército.
Foi feito cavaleiro da Ordem de São Bento de Avis a 9 de julho de 1842. 